# General Catalogue of Stellar Radial Velocities
Il General Catalogue of Stellar Radial Velocities (Catalogo generale delle velocità radiali stellari) è un catalogo stellare che raggruppa le velocità radiali di 15.107 stelle, compilato dall'astronomo Ralph Elmer Wilson e pubblicato dalla Carnegie Institution of Washington nel 1953. Buona parte delle misurazioni ivi contenute sono state compiute presso l'osservatorio astronomico di Monte Wilson.
Nella nomenclatura delle stelle, per riferirsi agli oggetti del catalogo si usa la sigla GCRV.